# El Condado (Huelva)
Ne doit pas être confondu avec El Condado (Jaén).
Pour les articles homonymes, voir Condado.
El Condado est une comarque située dans la province andalouse de Huelva.
Elle est formée des communes suivantes : Almonte, Beas, Bollullos, Bonares, Chucena, Escacena del Campo, Hinojos, La Palma del Condado, Lucena del Puerto, Manzanilla, Niebla, Paterna del Campo, Rociana del Condado, Trigueros, Villalba del Alcor et Villarrasa.
Elle est limitrophe de la province de Séville et de la province de Cadix à l'est, de la Comarque métropolitaine de Huelva à l'est, avec les comarques de El Andévalo et de la Cuenca Minera au nord. Elle est bordée au sud par l'Océan Atlantique.
Cette comarque est l'héritière de l'ancien comté de Niebla, qui appartenait à la maison nobiliaire de Medina-Sidonia.

## Source
- (es) Cet article est partiellement ou en totalité issu de l’article de Wikipédia en espagnol intitulé « El Condado (Huelva) » (voir la liste des auteurs).